# Peter Gardner
Peter Gardner, född 5 januari 1925, död 15 februari 1996, var en australisk friidrottare. Han deltog vid olympiska sommarspelen 1948.